# 3. deild karla
3. deild karla (Deutsch: Dritte Männerliga) ist eine Fußball-Liga in Island. Es ist die vierthöchste Liga der fünf Ligen im isländischen Fußballsystem. Der aktuelle Meister ist das Team Höttur/Huginn. Die Liga wurde in ein Rundenturnier in der Saison 2013 reformiert, da es die Einführung der  5. Liga, der 4. deild karla, gab.

## Geschichte

### Ehemalige Formate (1982–2012)
Seit 1982, der ersten Saison der dritten Liga (damals 4. Liga genannt), war es die niedrigste Liga im Ligasystem, und infolgedessen gab es keine feste Anzahl von Mannschaften. Alle, die teilnehmen wollten und bestimmte Anforderungen erfüllen konnten, durften teilnehmen. Zwischen jeder Saison traten einige Teams aus und einige neue Teams kamen in die Liga dazu. In den 31 Spielzeiten, in denen die 3. deild karla die niedrigste Liga war, wurden verschiedene Formate verwendet. Nach der Saison 2012 wurde das Format verändert. Bis dahin gab es Gruppenphasen und dann Playoffs mit acht Teams, um zwei Teams, die aufsteigen, zu ermitteln.

### Aktuelles Format (seit 2013)
Seit 2013 ist die 3. deild karla eine landesweite Liga. Von 2013 bis 2018 spielten zehn Mannschaften in der Liga. Aber die Anzahl der Teams wurde dann auf 12 erhöht. 2019 war die erste Saison mit 12 Teams. Jedes Team spielt einmal zu Hause und einmal auswärts, was insgesamt 22 Spiele pro Team ergibt. Die beiden bestplatzierten Teams steigen in die 2. deild karla auf, während die beiden letzten Teams in die 4. deild karla absteigen.

## Teilnehmer 2022
| Team                | Gemeinde                   | Stadion            |
| ------------------- | -------------------------- | ------------------ |
| Augnablik Kópavogur | Kópavogur                  | Fagrilundur        |
| KS Dalvík/Reynir 1  | Dalvík                     | Dalvíkurvöllur     |
| Elliði Reykjavík    | Reykjavík                  | Würth völlurinn    |
| ÍH Hafnarfjörður    | Hafnarfjörður              | Skessan            |
| Kári Akranes        | Akranes                    | Akraneshöllin      |
| KH Hlíðarendi       | Reykjavík (Hlíðar)         | Valsvöllur         |
| KFF Fjarðabyggðar   | Fjallabyggð (Ólafsfjörður) | Ólafsfjarðarvöllur |
| KFG Garðabær        | Garðabær                   | Samsung völlurinn  |
| KFS Vestmannaeyja   | Vestmannaeyjar             | Týsvöllur          |
| Kormákur/Hvöt 2     | Blönduós                   | Blönduósvöllur     |
| UMF Sindri Höfn     | Höfn                       | Sindravellir       |
| Víðir Garði         | Garður                     | Nesfisk-völlurinn  |

## Ehemalige Gewinner
Aufgestiegene Teams in Grün
| Jahr    | Sieger                   | Zweiter                    | Dritter                     | Vierter                 |
| ------- | ------------------------ | -------------------------- | --------------------------- | ----------------------- |
| 1997    | KS Siglufjarðar          | UMF Tindastóll             | UMF Afturelding             | Ármann Reykjavík        |
| 1998    | UMF Sindri Höfn          | Léttir Reykjavík           | Hvöt Blönduós               | Leiknir Fáskrúðsfjörður |
| 1999    | UMF Afturelding          | KÍB Ísafjörður/Bolungarvík | UMF Njarðvík                | Huginn/Höttur           |
| 2000    | Haukar Hafnarfjörður     | Nökkvi Akureyri            | Þróttur Neskaupstaður       | Fjölnir Reykjavík       |
| 2001    | HK Kópavogur             | Völsungur Húsavík          | UMF Njarðvík                | KFS Vestmannaeyja       |
| 2002    | KFS Vestmannaeyja        | Fjölnir Reykjavík          | KFF Fjarðabyggð             | Leiknir Fáskrúðsfjörður |
| 2003    | UMF Víkingur             | Leiknir Reykjavík          | Númi Reykjavík              | Höttur Egilsstaðir      |
| 2004    | Huginn Seyðisfjörður     | KFF Fjarðabyggð            | UMF Skallagrímur            | Reynir Sandgerði        |
| 2005    | Reynir Sandgerði         | UMF Sindri Höfn            | ÍF Grótta                   | Leiknir Fáskrúðsfjörður |
| 2006    | Höttur Egilsstaðir       | Magni Grenivík             | ÍH Hafnarfjörður            | Kári Akranes            |
| 02007 1 | Víðir Garði              | ÍF Grótta                  | Hvöt Blönduós               | Hamar Hveragerði        |
| 2008    | Hamrarnir/Vinir Akureyri | BÍ/Bolungarvík             | KF Vesturbæjar              | UMF Skallagrímur        |
| 2009    | Völsungur Húsavík        | KF Vesturbæjar             | Hvíti riddarinn Mosfellsbær | Ýmir Kópavogur          |
| 2010    | UMF Tindastóll           | Dalvík/Reynir              | Árborg Selfoss              | KB Breiðholts           |
| 2011    | KF Vesturbæjar           | KFR Hella/Hvolsvöllur      | KB Breiðholts               | Magni Grenivík          |
| 2012    | UMF Sindri Höfn          | Ægir Þorlákshöfn           | Leiknir Fáskrúðsfjörður     | Magni Grenivík          |
| 02013 2 | KFF Fjarðabyggðar        | Huginn Seyðisfjörður       | KFR Hella/Hvolsvöllur       | Víðir Garði             |
| 2014    | Höttur Egilsstaðir       | Leiknir Fáskrúðsfjörður    | Berserkir Reykjavík         | Víðir Garði             |
| 2015    | Magni Grenivík           | Völsungur Húsavík          | Reynir Sandgerði            | Einherji Vopnafjörður   |
| 2016    | UMF Tindastóll           | Víðir Garði                | Einherji Vopnafjörður       | Kári Akranes            |
| 2017    | Kári Akranes             | UMF Þróttur Vogar          | KFG Garðabær                | Vængir Júpiters         |
| 2018    | Dalvík/Reynir            | KFG Garðabær               | KS Fjallabyggðar            | Vængir Júpiters         |
| 2019    | Kórdrengir Reykjavík     | KS Fjallabyggðar           | KF Vesturbæjar              | Vængir Júpiters         |
| 2020    | KF Vesturbæjar           | Reynir Sandgerði           | KFG Garðabær                | Augnablik Kópavogur     |
| 2021    | Höttur/Huginn            | Ægir Þorlákshöfn           | KFG Garðabær                | UMF Sindri Höfn         |